# Lijst van Rotterdamse hoofdcommissarissen
Dit is een lijst van hoofdcommissarissen van de Rotterdamse politie.
| Ambtsperiode      | Hoofdcommissaris         |
| ----------------- | ------------------------ |
| 1853 - 1866       | A.J.C. Janssens          |
| 1866 - 1893       | C. Cardinaal             |
| 1893 - 1907       | W. Voormolen             |
| 1908 - 1914       | Th. M. Roest van Limburg |
| 1914 - 1933       | A.H. Sirks               |
| 1933 - 1940*      | L. Einthoven             |
| 1940 - 1942 (wnd) | J.P. Roszbach            |
| 1942 - 1945       | J.J. Boelstra            |
| 1946 - 1960       | H.M.C.A. Staal           |
| 1960 - 1972       | A. Wolters               |
| 1972 - 1984       | A. Vermeij               |
| 1984 - 1988       | J.C. van Dorp            |
| 1989 - 1996       | R.H. Hessing             |
| 1996 - 1997       | J.W. Brinkman            |
| 1997 - 2001       | B.A. Lutken              |
| 2001 - 2010       | A.J. Meijboom            |
| 2010 - 2019       | F. Paauw                 |
| 2019 - 2020 (wnd) | H. Vissers               |
| 2020 - heden      | F. Westerbeke            |

* In augustus 1940 kreeg Einthoven als hoofdcommissaris voor onbepaalde tijd verlof voor zijn werkzaamheden voor de Nederlandsche Unie.